# North Warnborough
North Warnborough är en by i Hampshire i England. Byn är belägen 32,9 km 
från Winchester. Orten har 1 070 invånare (2015).